# Piotr Chojnowski
Piotr Chojnowski (Choynowski) (rozstrzelany pod koniec maja 1863 w Kijowie) – Polak narodowości ukraińskiej, dowódca oddziału wojsk polskich w czasie powstania styczniowego.
Po ukończeniu drugiego gimnazjum w Kijowie, studiował na wydziale matematyczno-przyrodniczym Uniwersytetu Kijowskiego, a po jego ukończeniu rozpoczął studia na Petersburskiej Akademii Wojskowej. Za działalność polityczną został usunięty ze studiów i wcielony do oddziału saperów. Po kilku latach wrócił do Petersburga z myślą o kontynuacji studiów, jednak na wieść o wybuchu powstania zakupił tyle broni, ile mógł i przystąpił do niego. Przybył 20 kwietnia do Kijowa i został mianowany wojennym naczelnikiem powiatu skwirskiego. Został dowódcą ok. 100-osobowego oddziału jazdy. W czasie bitwy pod Iwnicą dostał się do niewoli. Odrzucił podanie o łaskę, został rozstrzelany.